# Курдов, Владимир Георгиевич
Владимир Георгиевич Курдов (20 июня 1924, посёлок Курдовых Смоленская область — 14 марта 2019, Пенза) — советский и российский живописец и скульптор, заслуженный художник Российской Федерации (2000), член Союза художников России (1961).
Автор монументальной, декоративной и станковой скульптуры, пейзажей, портретов, натюрмортов. Ряд его скульптур и полотен находятся в Пензенском художественном училище имени К. А. Савицкого.
Созданные им монументы установлены в ряде городов и сёл Пензенской области (Пензе, Нижнем Ломове, Никольске, Наровчате, Колышлее и других).

## Биография
Родился 20 июня 1924 года в поселке Курдовых Смоленской губернии.
Участник Великой Отечественной войны 1941—1945 гг. Дважды был тяжело ранен (на Волховском и 2-м Прибалтийском фронте), перенёс 6 операций в госпиталях, стал инвалидом войны. Фронтовой художник.
В 1951 году окончил живописное отделение Пензенского художественного училища имени К. А. Савицкого.
Жил и работал в Воронеже (1952), Саратове (1953—1961). В 1961 году поселился в Пензе.
В 1961 году был принят в ряды Союза художников РСФСР. Был председателем Пензенской организации Союза художников.
В 1961—1963 годах преподавал в Пензенском художественном училище.

## Работы
Создал ряд памятников, установленных в Пензе, других городах, сёлах и посёлках Пензенской области.
Среди скульптурных работ Владимира Курдова в Пензенской области :
- памятник «Проводы» (1991, Пенза);
- бюст Н. Ф. Филатова (1989, Пенза);
- бюст героя Отечественной войны 1812 года, поэта Д. В. Давыдова (1984, Пенза);
- бюст А. И. Куприна (1981, Наровчат) — первый памятник Куприну в России[1];
- бюст А. Н. Радищева (1968, Государственный мемориальный музей А. Н. Радищева, с. Радищево, Кузнецкого района);
- бюст А. В. Ухтомского (1979, Пенза, локомотивное депо Пенза-I);
- бюст лётчика-истребителя В. Д. Гуляева (1968, Пенза, ул. Луговая, 1);
- скульптура «Скорбящая мать» (Пенза, Ахунское кладбище);
- памятник В. И. Ленину (1973, г. Нижний Ломов);
- памятник В. И. Ленину (1962, р.п. Колышлей (совместно с А. А. Фоминым));
- мемориалы, посвящённые Великой Отечественной войне в районных центрах и сёлах Пензенской области (в том числе в Никольске, Нижнем Ломове и др.).

|                                                                            |  |                                       |  |                                      |
| Бюст А. Н. Радищева (1968) на территории Музея А. Н. Радищева, с. Радищево |  | Бюст Дениса Давыдова (1984), г. Пенза |  | Бюст Н. Ф. Филатова (1989), г. Пенза |

|                                             |  | |  |                                     |
| Памятник А. И. Куприну (1981), с. Наровчат. |  | Скульптура «Скорбящая мать» (на могиле бойцов и командиров РККА, похороненных на Ахунском кладбище в 1942—1944 гг.), г. Пенза |  | Памятник «Проводы» (1991), г. Пенза |

В 2004, 2009 и 2014 годах в Пензенской областной картинной галерее имени К. А. Савицкого проходили персональные выставки его работ. Многие произведения с этих выставок Владимир Курдов передал в дар Пензенской картинной галерее (свыше 100 работ).
Владимир Курдов являлся одним из последних живых художников-фронтовиков времён Великой Отечественной войны.

## Награды и звания
- Звание «Заслуженный художник Российской Федерации»;
- орден Красной Звезды;
- орден Отечественной войны II степени;
- медаль «За победу над Германией в Великой Отечественной войне 1941—1945 гг.»;
- медаль «За доблестный труд. В ознаменование 100-летия со дня рождения Владимира Ильича Ленина».
- и другие.